# Hasheem Thabeet
Hashim Thabit Manka também conhecido por muitos como Hasheem Thabeet, (Dar es Salaam, 16 de Fevereiro de 1987) é um jogador profissional de basquetebol, que atua como pivô. Ele foi draftado na NBA Draft de 2009 pelo Memphis Grizzlies no segundo pick, perdendo apenas para Blake Griffin do Los Angeles Clippers.

## Estatísticas

### Temporada regular
| Ano     | Equipe        | PJ  | PT | MPP  | %TC   | %3P  | %TL  | RPP | APP | ROB | TPP | PPP |
| ------- | ------------- | --- | -- | ---- | ----- | ---- | ---- | --- | --- | --- | --- | --- |
| 2009-10 | Memphis       | 68  | 13 | 13.0 | .588  | .000 | .581 | 3.6 | .2  | .2  | 1.3 | 5.1 |
| 2010-11 | Memphis       | 45  | 0  | 8.2  | .436  | .000 | .543 | 1.7 | .1  | .2  | .3  | 1.2 |
| 2010-11 | Houston       | 2   | 0  | 2.0  | .000  | .000 | .000 | .0  | .0  | .0  | .5  | .0  |
| 2011-12 | Houston       | 5   | 0  | 4.6  | 1.000 | .000 | .000 | 1.4 | .0  | .0  | .4  | 1.2 |
| 2011-12 | Portland      | 15  | 3  | 7.7  | .444  | .000 | .650 | 2.3 | .0  | .1  | .5  | 1.9 |
| 2012-13 | Oklahoma City | 66  | 4  | 11.7 | .604  | .000 | .604 | 3.0 | .2  | .5  | .9  | 2.4 |
| 2013-14 | Oklahoma City | 23  | 0  | 8.3  | .565  | .000 | .200 | 1.7 | .0  | .2  | .4  | 1.2 |
| Total   | Total         | 224 | 20 | 10.5 | .567  | .000 | .578 | 2.7 | .1  | .3  | .8  | 2.2 |

### Playoffs
| Ano   | Equipe        | PJ | PT | MPP | %TC  | %3P  | %TL  | RPP | APP | ROB | TPP | PPP |
| ----- | ------------- | -- | -- | --- | ---- | ---- | ---- | --- | --- | --- | --- | --- |
| 2013  | Oklahoma City | 4  | 0  | 6.5 | .500 | .000 | .000 | 1.5 | .0  | .3  | .0  | .5  |
| Total | Total         | 4  | 0  | 6.5 | .500 | .000 | .000 | 1.5 | .0  | .3  | .0  | .5  |